# トゥバーノ
トゥバーノ（Tubano）は、アメリカの楽器メーカーREMO社が開発した打楽器。コンガやジャンベ、その他、いくつかのパーカッションの持つ特徴を複合させて作られていて、スタンドを使わなくてもシェル自体に切れ込みが入っている為、音が外側に抜ける。